# Szlak Krawędziowy GOP

Szlak Krawędziowy GOP – zielony znakowany szlak turystyczny w województwie śląskim i województwie małopolskim.

## Informacje ogólne
Atrakcją turystyczną szlaku jest punkt widokowy na wzgórzu Gronie w Mikołowie, z którego przy dobrej pogodzie można zobaczyć Beskid Śląski.

## Przebieg szlaku
- Gliwice
- Przyszowice
- Chudów
- Paniówki
- Borowa Wieś
- Ruda Śląska
- Mikołów
- Tychy
- Lędziny
- Chełm Śląski
- Chełmek